# Ballmoos
Ballmoos là một đô thị ở huyện Fraubrunnen ở bang Bern ở Thụy Sĩ. Đô thị này có diện tích 1,5 km², dân số năm 2005 là 54 người.